# Georges Henri Griffiths
Georges Henri Aboubacar Griffiths (Treichville, 24 febbraio 1990 – Abidjan, 5 ottobre 2017) è stato un calciatore ivoriano.

## Biografia
Nell'estate del 2017 non si è presentato al ritiro del Diósgyőr, squadra con cui era sotto contratto; il successivo 6 ottobre viene ucciso in una sparatoria durante una rapina ad Abidjan.

## Carriera

### Club
Ha giocato in Irlanda con il Sirocco, che l'ha poi ceduto in prestito nel 2012 allo Sparta Praga, nella cui squadra riserve Griffiths ha giocato 4 partite senza mai segnare. Ha poi giocato (prima in prestito e poi dopo essere stato acquistato a titolo definitivo) nel Lombard Pápa, formazione della seconda serie ungherese: con il club magiaro in un anno e mezzo ha segnato in totale 11 gol in 28 partite in campionato e 3 gol in 10 partite nella coppa nazionale ungherese (per un totale di 38 partite e 14 gol in competizioni ufficiali), venendo ceduto al Diósgyőr, club di massima serie, nell'estate del 2014. Gioca in questa categoria per tre stagioni, totalizzandovi 34 presenze ed 8 reti.

### Nazionale
Con la nazionale Under-23 ha partecipato al campionato africano di calcio Under-23 2011, nel quale la sua nazionale è stata eliminata al termine della fase a gironi; complessivamente ha giocato 3 partite con l'Under-23, segnando anche un gol.